# Fastos
Fastos (Fasti) és el títol d'una obra de Publi Ovidi Nasó de datació controvertida, encara que hi ha acord general en què va ser composta abans de l'any 8 (data de l'exili d'Ovidi). La seva data de publicació va ser entorn de l'any 12.
En aquesta obra Ovidi tracta d'il·lustrar el calendari romà, explicant l'origen dels noms dels mesos, l'origen de les festes i les característiques astronòmiques de cada moment. A més de mites inclou algunes narracions històriques.

## Context
L'obra s'enquadra dins de l'anomenada poesia didàctica, gènere dins el qual Ovidi ja havia compost Remedia amoris, Art d'estimar i Medicamina faciei.
S'acostumen a considerar dos models en què es basen els Fastos:
- Els Aetia («Orígens, causes») de Cal·límac, on l'autor explicava l'origen de ritus, llegendes, tradicions, noms i institucions de gran part de les regions  mediterrànies.
- L'obra de Properci, que ja es considerava a si mateix com un "Cal·límac romà" i va tractar d'explicar també l'origen de les tradicions i dels topònims.

## Composició
Els Fastos es componen de sis llibres, cadascun d'ells dedicat als sis primers mesos de l'any. No obstant això, en l'any 8 l'emperador August va bandejar a Ovidi a causa de la seva obra Art d'estimar, i Fastos va quedar incompleta. Probablement, durant el seu exili Ovidi tenia intenció d'escriure els sis llibres que faltaven de la segona part de l'any, però, per motius que es desconeixen, no va poder publicar.
Cada un dels llibres comença amb l'explicació dels possibles orígens del nom del mes a què correspon, que Ovidi sol fer relatar a la divinitat que és considerada com la patrona del mes en qüestió:

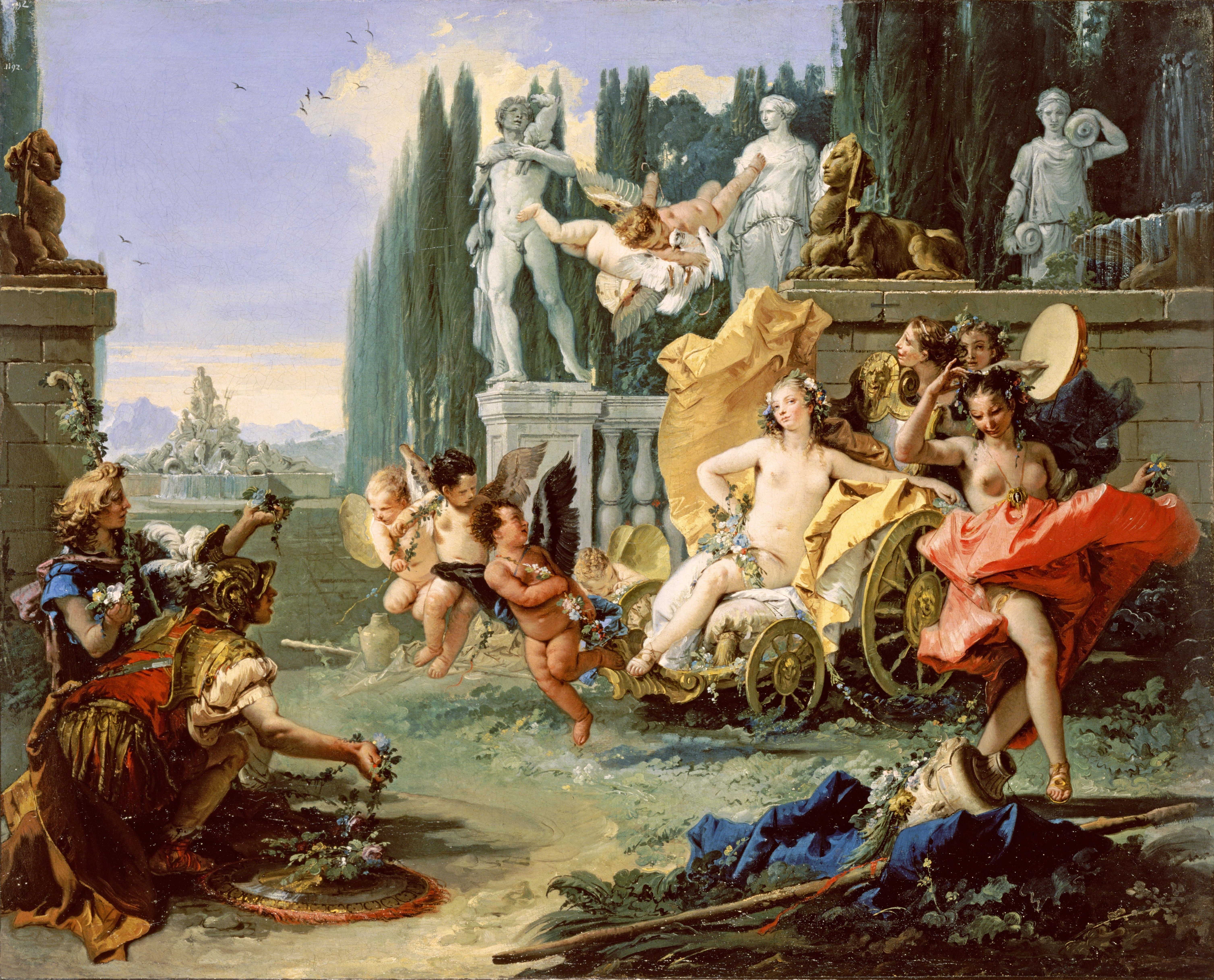
Tiepolo: Triomf de Flora (Trionfo di Flora, ca. 1743), escena basada en el Llibre IV.

| Llibre | mes    | Divinitat associada |
| ------ | ------ | ------------------- |
| I      | Gener  | Janus               |
| II     | Febrer | Terminus            |
| III    | Març   | Mart                |
| IV     | Abril  | Venus               |
| V      | Maig   | Les Muses           |
| VI     | Juny   | Juno i Juventus     |